# Lara (Kaélé)
Pour les articles homonymes, voir Lara.
Lara est un canton et une localité du Cameroun dans la commune de Kaélé, le département du Mayo-Kani et la Région de l'Extrême-Nord, à proximité de la frontière avec le Tchad. 

## Population
La paroisse Immaculée Conception est créée en 1950 par Mgr Charpenet. Elle est rattachée au diocèse de Yagoua.
En 1970, la localité comptait 4 659 habitants, principalement des Moundang, des Toupouri et des Peuls. À cette date, Lara dispose d'un marché hebdomadaire le samedi, d'une école publique, d'une école protestante et d'une école catholique, d'une mission catholique et d'un centre de santé développé catholique, ainsi que d'un poste Sodecoton.
Lors du recensement de 2005, on a dénombré 21 207 personnes dans le canton.

## Personnalités nées à Lara
- Pierre Hélé (1946), homme politique